# Boardface
Boardface é o álbum de estreia do cantor belga-autraliano Gotye. Ele foi originalmente lançado em 15 de fevereiro de 2003, e depois relançado como um companheiro ao seu primeiro álbum de sucesso, Like Drawing Blood.

## Faixas
Todas as músicas escritas e compostas por Wally De Backer.
| N.º | Título                    | Duração |  |
| 1.  | "Out Here in the Cold"    | 6:26    |  |
| 2.  | "True To You"             | 5:09    |  |
| 3.  | "The Only Thing I Know"   | 7:17    |  |
| 4.  | "Wonder Why You Want Her" | 4:25    |  |
| 5.  | "What Do You Want?"       | 3:24    |  |
| 6.  | "Ou of My Mind"           | 4:15    |  |
| 7.  | "Here in This Place"      | 6:00    |  |
| 8.  | "Waiting for You"         | 1:34    |  |
| 9.  | "Loath to Refuse"         | 5:45    |  |
| 10. | "Noir Excursion"          | 6:10    |  |
| 11. | "Baby"                    | 6:01    |  |
| 12. | "Board with This Game"    | 1:03    |  |

## Créditos
- Wally De Backer – a escrita, a produção de desempenho,
- Michaela Alexander – vocais em "Out of My Mind" e "Loath to Refuse"
- Christine Auriant – vocais em "True to You" e "Noir Excursion"
- Michael Arvanitakis – baixo em "Out of My Mind"
- Mark Drysdale – baixo em "Here in This Place"
- Lucas Taranto – baixo em "Loath to Refuse"
- Ben Brazil – saxofone em "Here in This Place"
- Ben Spaull – guitarra em "The Only Thing I Know"
- Tim Downey – guitarra em "Wonder Why You Want Her" and "Loath to Refuse"
- Michael McClintock – masterização em "The Only Thing I Know", "Out of My Mind", "Here in This Place", "Waiting for You" e "Noir Excursion"
- David Briggs – masterização em "Out Here in the Cold", "True to You", "Wonder Why You Want Her", "What Do You Want?", "Loath to Refuse", "Baby" e "Board with This Game"
- Frank De Backer – arte